# Enterolobium cyclocarpum

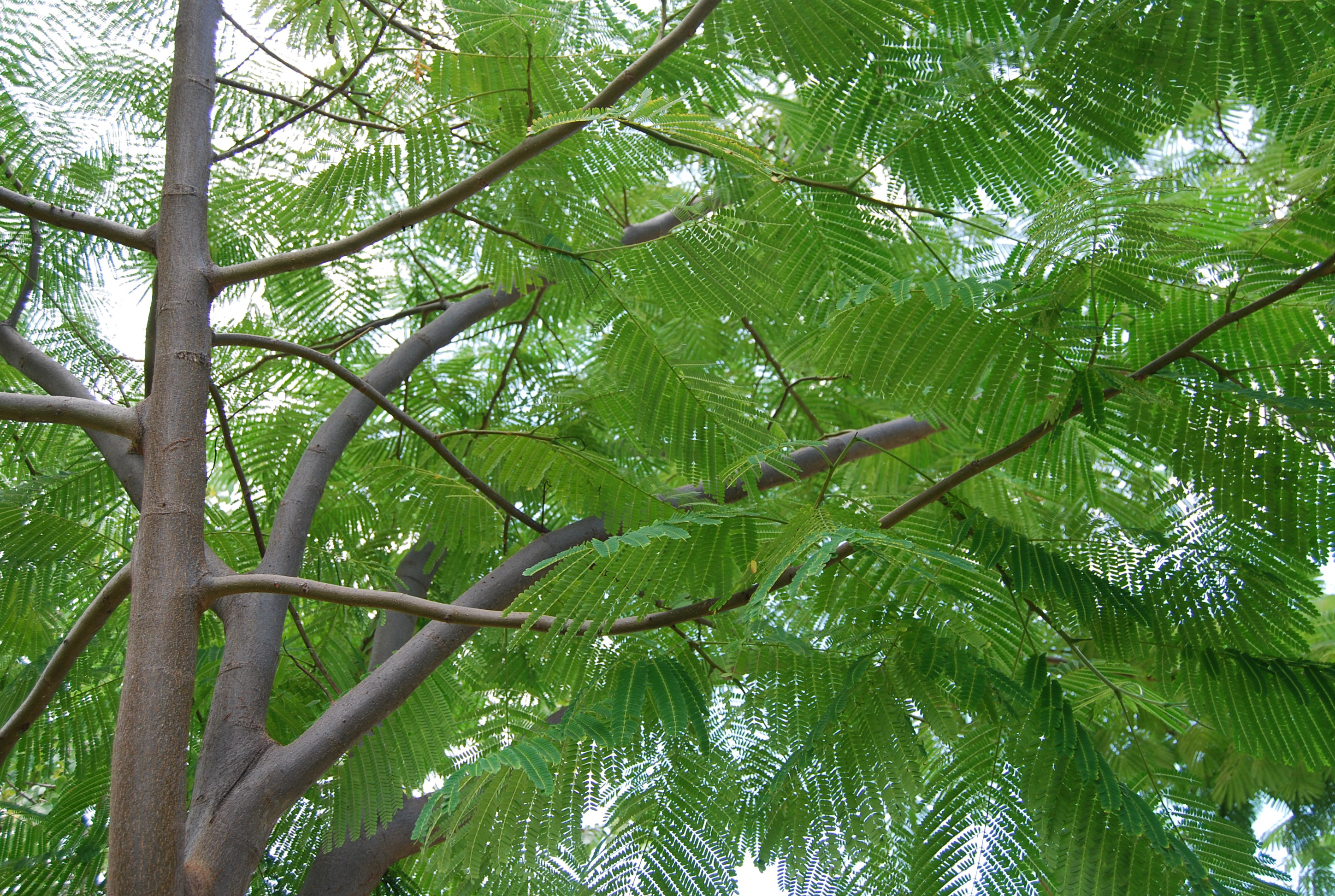
Zweige mit doppelt gefiederten Laubblättern

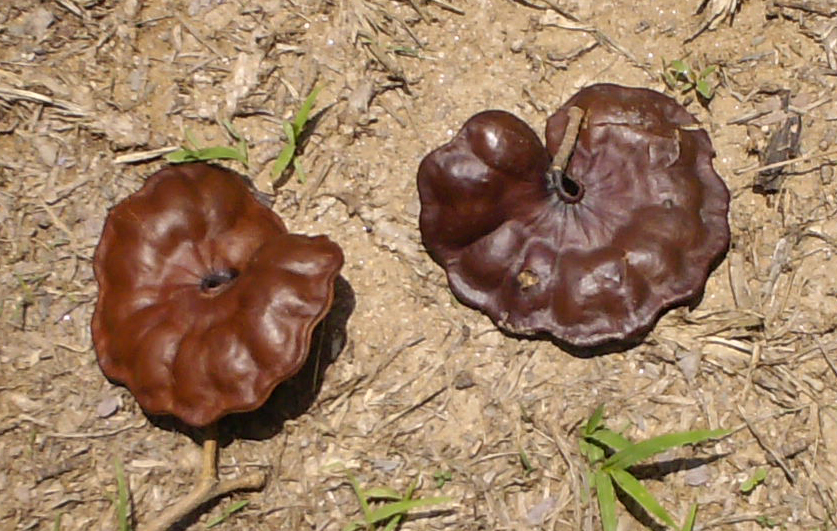
Früchte

Enterolobium cyclocarpum ist eine Pflanzenart in der Unterfamilie der Mimosengewächse (Mimosoideae). Er ist in Mittel- und Südamerika verbreitet. Der in den Heimatländern „Guanacaste“ genannte Baum ist der Nationalbaum Costa Ricas und die Provinz Guanacaste im Nordwesten des Landes wurde nach ihm benannt.

## Beschreibung

### Vegetative Merkmale
Enterolobium cyclocarpum wächst als großer, halbimmergrüner, schnellwüchsiger Baum, der Wuchshöhen von bis zu 25–40 Meter und einen Stammdurchmesser von bis zu 3,6 Meter erreicht. Er besitzt einen kurzen Stamm und eine sehr breite, von waagrechten Ästen getragene Baumkrone, wobei der Kronendurchmesser mit 45 Meter größer als die Wuchshöhe sein kann. Die Rinde ist grau und leicht schuppig. Junge Äste haben eine grüne Rinde. Die wechselständig angeordneten und gestielten Laubblätter sind doppelt gefiedert und sind 15 bis 25 Zentimeter lang. Die vielen spitzen, fast sitzenden Blättchen sind klein und ganzrandig.

### Generative Merkmale
Die Blüten stehen in gestielten und achselständigen, vielblütigen Köpfchen. Die etwa 0,7–0,8 Zentimeter langen und duftenden, zwittrigen, sitzenden Blüten mit doppelter Blütenhülle und vielen langen, fädigen, in der unteren Hälfte verwachsenen Staubblättern sind grün-gelblich bis -cremefarben. Der schlanke Griffel ist lang vorstehend. Der kleine Kelch ist röhrig mit kleinen Zähnchen und die im unteren Teil verwachsene Krone ist aufrecht. Die bei einem Durchmesser von 7 bis 12 Zentimeter fast kreisrund gekrümmten, nierenförmigen, ledrigen und mehrsamigen, nicht öffnenden, abgeflachten, kahlen, an den Samen wulstigen Hülsenfrüchte ähneln menschlichen Ohren. Die 1,5–2 Zentimeter großen, glatten, etwas abgeflacht eiförmigen bis ellipsoiden Samen sind hart, mit einem auffälligen dunklen „Auge“ auf jeder Seite.

## Ökologie
Junge Guanacaste wachsen sehr schnell. Die Früchte fallen nach einem Jahr am Baum zu Boden, ohne sich geöffnet zu haben. Sie keimen bei hohen Temperaturen und hoher Feuchtigkeit oder nach der kurzzeitigen Hitze eines Buschfeuers. Die seltene Naturverjüngung der heutigen Guanacaste-Bestände wird von einigen Wissenschaftlern mit dem Aussterben der Großsäugerfauna vor 10.000 Jahren erklärt. Diese Tiere sollen die Früchte gefressen und die Samen wieder unverdaut ausgeschieden haben. Heute fressen Tapire, Nabelschweine und Amazonenpapageien die Samen, verdauen sie aber zum größten Teil.

## Vorkommen
Das Verbreitungsgebiet des Guanacaste reicht von Nordmexiko über Mittelamerika bis in den Nordwesten Kolumbiens, den Norden Venezuelas und den äußersten Nordwesten Guyanas. Er wächst hauptsächlich im Tiefland, in der Nähe der Karibik und des Pazifik, nicht in den Bergen. Wegen seiner schattenspendenden, weit reichenden Krone wurde der Guanacaste in andere Länder Südamerikas und auf den Inseln der Karibik als Parkbaum eingeführt.
Der Guanacaste gedeiht im Flachland und in der Küstenregion. In Costa Rica wächst er nur bis in Höhenlagen von 900 Metern. Er verträgt Trockenzeiten von einem bis sechs Monaten Dauer. In den tropischen Regenwäldern Mittelamerikas gehört er zur Klimaxvegetation und ist Bestandteil des Hauptkronendaches in 40 Meter Höhe. Am besten wächst er auf tiefgründigen, leicht alkalischen, kalkhaltigen Böden.

## Nutzung
Die jungen Früchte und Samen können als Gemüse genutzt werden. Die reifen Samen werden auch geröstet und gemahlen.
Der Guanacaste ist als Holzlieferant für Möbel, Furniere und Bauholz von regionaler Bedeutung. In Parks, an Straßenrändern und auf Viehweiden ist er als Schattenspender beliebt. Ein Extrakt aus der Rinde soll bei Erkältungen und Bronchitis helfen.
Die Samen werden als Schmuck verwendet.